# 第六代安格斯伯爵阿奇博爾德·道格拉斯
第六代安格斯伯爵阿奇博爾德·道格拉斯（英語：Archibald Douglas, 6th Earl of Angus，約1489年—1557年1月22日）是一位蘇格蘭貴族，1513年繼承祖父的安格斯伯爵爵位。隔年1514年，他與王太后瑪格麗特·都鐸結婚，並成為幼王詹姆斯五世的繼父。起初詹姆斯五世由堂叔阿爾巴尼公爵約翰·史都華擔任攝政，1524年安格斯伯爵取代前者並將年輕的國王軟禁在愛丁堡王宮長達四年，直到1528年瑪格麗特·都鐸成功將兒子救出。之後他流亡至英格蘭，1542年才返回蘇格蘭。他和瑪格麗特·都鐸有一個女兒瑪格麗特·道格拉斯，日後蘇格蘭配國王達恩利勳爵的母親。

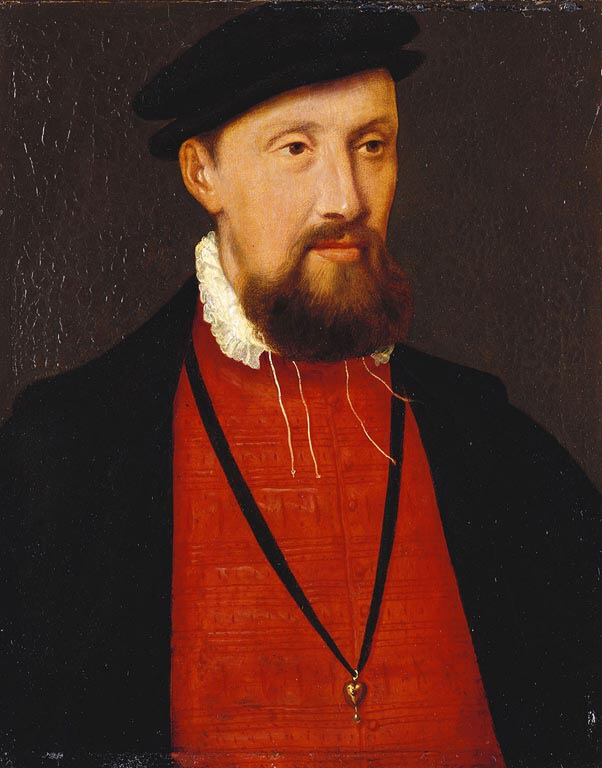
安格斯伯爵阿奇博爾德·道格拉斯